# Sthenelais ralumensis
Sthenelais ralumensis är en ringmaskart som beskrevs av Augener 1927. Sthenelais ralumensis ingår i släktet Sthenelais och familjen Sigalionidae. Inga underarter finns listade i Catalogue of Life.